# Rue Alphonse Balis
La rue Alphonse Balis (en néerlandais : Alphonse Balisstraat) est une rue bruxelloise de la commune de Woluwe-Saint-Pierre qui va de la rue Jean Lambotte à la rue Jean-Baptiste Dumoulin sur une longueur totale de 120 mètres.

## Historique et description
Son nom vient du sergent Alphonse Balis au 2e Régiment de Ligne, domicilié à Woluwe-Saint-Pierre, mort pour la patrie à Wingene le 18 octobre 1918 lors de la première guerre mondiale.